# ソトオリイワシ科
ソトオリイワシ科（学名：Neoscopelidae）は、ハダカイワシ目に所属する魚類の分類群の一つ。ソトオリイワシ・サンゴイワシなど中層遊泳性の深海魚を中心に3属6種が記載される。

## 分布・生態
ソトオリイワシ科の魚類はすべて海水魚で、太平洋・インド洋・大西洋など世界中の海に幅広く分布する。深海の中層で生活する遊泳性深海魚のグループである一方で、主に大陸斜面の上部に分布するなど、海底にも関連した生活様式をもつとみられている。本科はハダカイワシ目を構成する二つの科の一つであるが、近縁のハダカイワシ科とは異なり日周鉛直移動は行わず、その生態についてはよくわかっていない。
所属する6種のうちソトオリイワシ・サンゴイワシ・クロゴイワシの3種は、三大洋すべてに分布する汎存種である。前2種は主に中深層（200-1,000m）に、クロゴイワシは水深1,000m以深の漸深層に生息する。シチゴイワシとクロゴイワシ属の1種（Scopelengys clarkei）はインド太平洋から知られ、Solivomer arenidens はフィリピン近海から報告されているのみの非常に稀な種である。

## 形態
ソトオリイワシ科の仲間は左右に平たく側扁した、イワシに似た体型をもつ。近縁のハダカイワシ科の多くは10cm未満の小型種である一方で、本科は体長20cm程度にまで成長し、最大種のサンゴイワシは30cmに達する。ソトオリイワシ属のみ腹部に発光器をもち、クロゴイワシ属は浮き袋を欠く。鱗は Solivomer 属のみ櫛鱗で、他の2属は円鱗。
背鰭・臀鰭に棘条をもたず、それぞれ11-13本・11-14本の軟条で構成される種類が多い。臀鰭の前端は背鰭の後端から離れた位置に起始し、両者が近接するハダカイワシ科との明瞭な鑑別点となっている。
主上顎骨に骨性の突起をもち、細長い上主上顎骨が存在する。眼下骨の棚状構造を欠く。椎骨は29-35個。

## 分類
ソトオリイワシ科にはNelson（2016）の体系において3属6種が認められている。
- クロゴイワシ属 Scopelengys

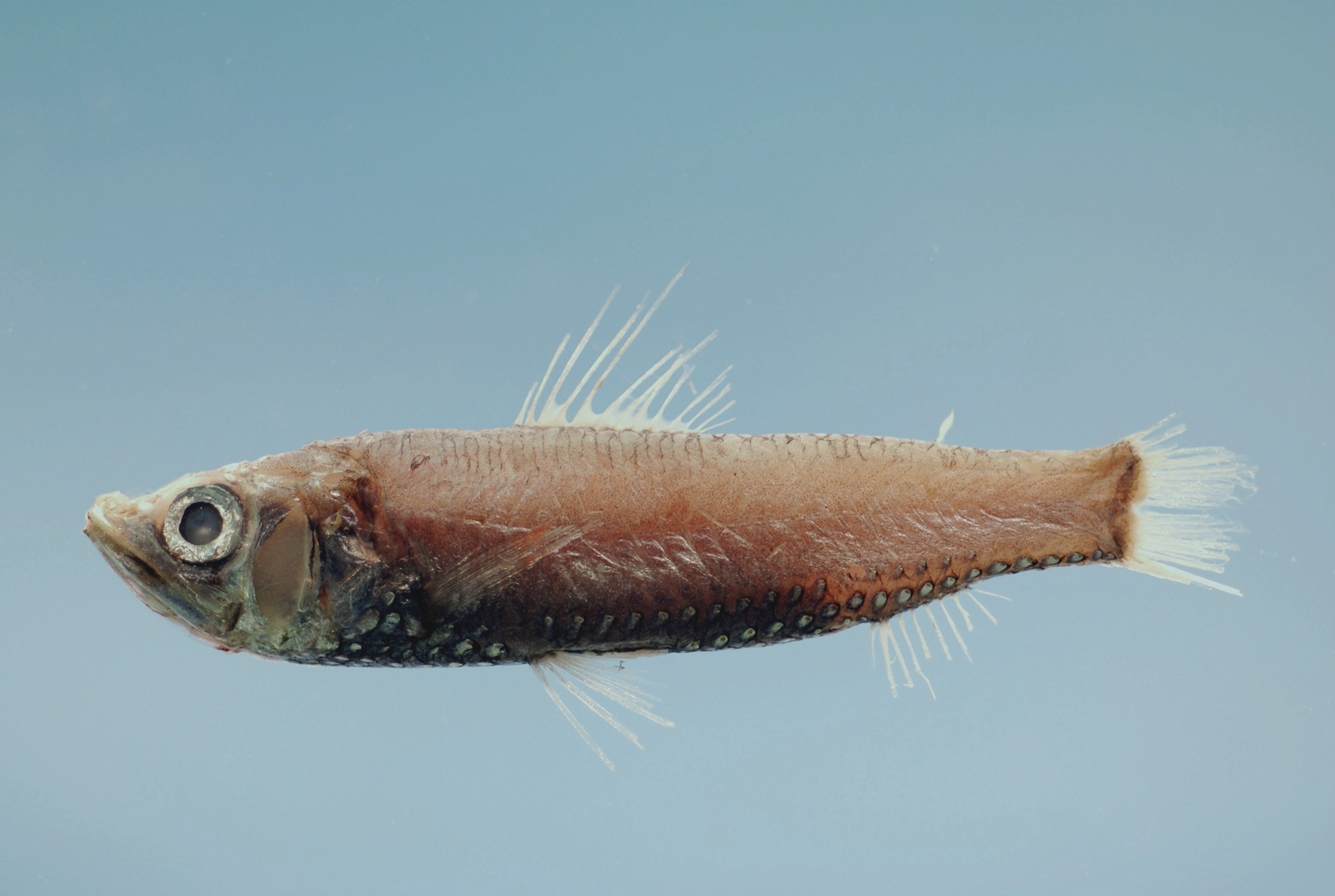
サンゴイワシ Neoscopelus microchir （ソトオリイワシ属）。水深300-500mに生息し、腹部に1-4列の発光器をもつ

  - クロゴイワシ Scopelengys tristis
  - Scopelengys clarkei
- ソトオリイワシ属 Neoscopelus
  - サンゴイワシ Neoscopelus microchir
  - シチゴイワシ Neoscopelus porosus
  - ソトオリイワシ Neoscopelus macrolepidotus
- Solivomer 属
  - Solivomer arenidens